# Nowa Wieś (Strzelce Opolskie)
Nowa Wieś (deutsch: Neudorf) ist ein Stadtteil von Strzelce Opolskie (Groß Strehlitz) und ein Schulzenamt der Gemeinde Strzelce Opolskie in Polen.

## Geschichte

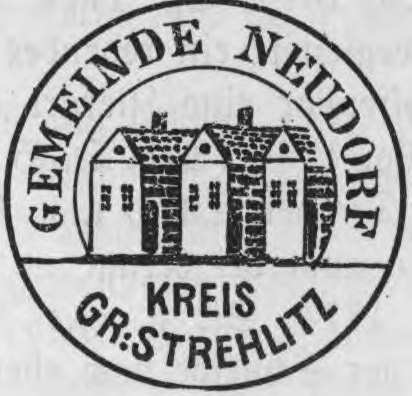
Vormaliges Wappen der Gemeinde

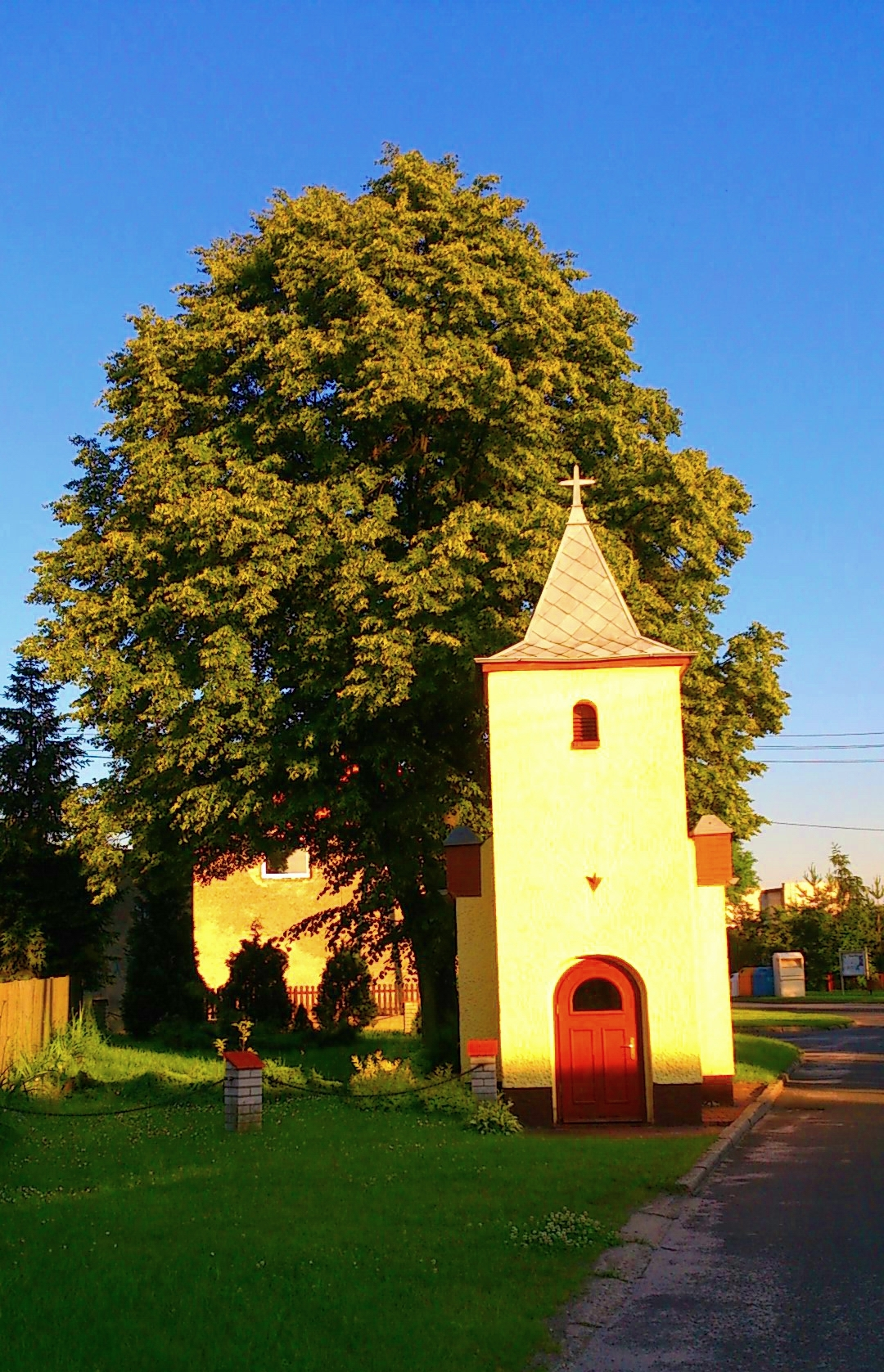
Wegkapelle

1865 bestand Neudorf neben dem Dorf auch aus einem Rittergut. Das Dorf hatte acht Gärtner, drei Häusler und neun Einlieger. Zu diesem Zeitpunkt war Neudorf nach Groß Strehlitz eingeschult. Das Rittergut war ursprünglich im Besitz eines Oppelner Klosters, wurde 1787 an den Steuerneinnehmer Grimm verkauft und 1828 ging es an den Grafen Renard über.
Bei der Volksabstimmung in Oberschlesien am 20. März 1921 stimmten 30 Wahlberechtigte für einen Verbleib bei Deutschland und 69 für Polen. Neudorf verblieb beim Deutschen Reich. Bis 1945 befand sich der Ort im Landkreis Groß Strehlitz.
1945 wurde der Ort in Nowa Wieś umbenannt und der Woiwodschaft Schlesien angeschlossen. 1950 kam der Ort zur Woiwodschaft Oppeln. 1999 kam der Ort zum wiedergegründeten Powiat Strzelecki und wurde in die Stadt Strzelce Opolskie (Groß Strehlitz) eingemeindet.

## Wappen
Alte Siegel der Gemeinde zeigen drei nebeneinanderstehende Häuser.